# Cephalotes sucinus
Cephalotes sucinus é uma espécie de inseto do gênero Cephalotes, pertencente à família Formicidae.